# Héloïse Duché
Héloïse Duché, née en 1983, est une militante féministe française et pionnière de la lutte contre le harcèlement de rue. Elle est la créatrice du collectif « Stop harcèlement de rue »,.

## Biographie

### Jeunesse et études
Héloïse Duché est née en 1983.
Elle est doctorante en histoire de l’éducation à Paris VIII, où elle enseigne également. Sa thèse porte sur les dirigeantes de l’éducation populaire en contexte non mixte, l'histoire de l’éducation des femmes, de la mixité et du sexisme en milieu urbain.
Elle commence à militer à l’université où elle s'engage dans les syndicats et les associations altermondialistes. Elle milite d'abord au Nouveau Parti anticapitaliste puis au Front de gauche avant de fonder un collectif exclusivement féministe.
De novembre 2021 à juin 2023, elle est secrétaire générale de la Mission populaire évangélique.

### Création du collectif «Stop harcèlement de rue»
Elle cofonde le collectif « Stop harcèlement de rue » en mars 2014. Le collectif féministe lutte contre le harcèlement de rue sans « se limiter à de la dénonciation sur Internet » en créant des « zones sans relous », des « lieux safe où les femmes et les hommes peuvent se côtoyer sans violence. ». 
Son collectif organise des happenings festifs où les activistes interpellent les usagers des transports publics, les clients de bars ou les festivaliers pour les sensibiliser.